# Templo de Juno Celestial (Duga)
O Templo de Juno Celestial é um sítio arqueológico em Duga, Tunísia. O templo em ruínas foi dedicado à deusa romana Juno, ela mesma uma evolução da deusa púnica Tanit. O templo foi construído entre 222 e 235 d.C., e é um dos templos mais bem preservados dedicados a Juno na África.

## Descrição
O templo foi construído entre 222 e 235 d.C. durante o reinado de Alexandre Severo. O templo foi dedicado à deusa romana Juno, a quem os residentes de Duga associavam amplamente à deusa púnica Tanit. Ao contrário de outros sítios arqueológicos em Duga, o Templo foi construído nos limites externos da cidade. O temenos do templo tem a forma de um crescente, um símbolo tradicional de Juno.
O templo foi escavado pela primeira vez na década de 1890, e o trabalho de restauração do templo começou em 1904. O interesse renovado nos sítios arqueológicos de Duga resultou no exame do templo em 1999 e 2002.